# Západoestonské souostroví
Západoestonské souostroví (estonsky Lääne-Eesti saarestik) je skupina ostrovů v Baltském moři, územně náležejících k Estonsku.
K souostroví patří čtyři největší estonské ostrovy Saaremaa, Hiiumaa, Muhu a Vormsi a několik set menších ostrovů.
Celková plocha ostrovů je přibližně 4000 km².

## Ochrana přírody
Na ostrovech se nacházejí národní parky Viidumäe a Vilsandi. V roce 1990 bylo Západoestonské souostroví zapsáno na seznam biosférických rezervací UNESCO. Rezervace zahrnuje území o rozloze 1 518 309,7 ha v krajích Hiiumaa, Saaremaa a Läänemaa. Správa rezervace sídlí ve městě Kärdla, správním středisku kraje Hiiumaa.